# Lời phát biểu "Tôi"
Lời phát biểu "Tôi" (I-statement) là một dạng phát biểu bắt đầu bằng đại từ ngôi thứ nhất (ví dụ "tôi"). Nó thường được dùng để tự khẳng định nhưng không nhằm dồn người nghe vào thế phòng ngự. Nó có thể được dùng để nhận trách nhiệm về cảm xúc cá nhân thay vì đổ tại nguyên do là lỗi lầm của người khác gây ra. Một ví dụ của lời phát biểu "Tôi" là "Tôi cảm thấy giận dữ khi đồ đạc của mình bị nghịch phá và tôi muốn bạn ngừng làm việc đó.", còn lời phát biểu "bạn" - dạng phát biểu trái ngược lại - là "Câm miệng lại đi, cậu đang làm tôi nổi khùng đấy !".
Lời phát biểu "Tôi" có thể được dùng trong phản biện mang tính xây dựng; ví dụ như "Tôi đã phải đọc phần văn bản đó của bạn ba lần mới hiểu được nội dung của nó" thay vì, "Phần văn bản này được viết với cách hành văn rất khó hiểu." hay "Bạn cần phải học cách viết văn bản rõ ràng hơn." Câu nói theo dạng lời phát biểu "Tôi" để ngỏ khả năng là ý kiến người phản biện có thể sai. Theo Mạng lưới Giải quyết Mâu thuẫn (Conflict Resolution Network), lời phát biểu "Tôi" là một câu mở đầu đàm thoại mang tính giải quyết bất đồng có thể được dùng để thể hiện cảm xúc, cách nhìn và mong muốn của bản thân về một sự vật nhưng không phải sử dụng những ngôn từ mang tính xúc phạm đến người nghe

## Cấu trúc các câu nói thuộc dạng lời phát biểu "Tôi"
Theo Ủy ban Giải quyết bất đồng và Quản lý mâu thuẫn, một lời phát biểu "Tôi" gồm 4 phần:
1. "Tôi cảm thấy___" (nhận trách nhiệm về cảm xúc cá nhân)
2. "Tôi cảm thấy không hài lòng khi__ " (nói lên những hành động mà mình cảm thấy là có vấn đề)
3. "Tại vì____" (giải thích về tính chất của hành động mà mình phản đối hoặc hậu quả của nó)
4. "Chúng ta có thể cùng xử lý vấn đề chứ ?" (thể hiện ý muốn cùng nhau giải quyết vấn đề)

Theo Hope E. Morrow, một sai lầm thường gặp trong việc sử dụng lời phát biểu "Tôi" là việc dùng các câu như "Tôi cảm thấy rằng..." hay "Tôi thích rằng...", các câu này thường thể hiện một quan điểm hay một lời phán xét. Morrow thường thích dùng các câu dạng như "Tôi cảm thấy..." với một cảm xúc đi sau nó như "buồn", "giận",...